# Pterolophia robinsoni
Pterolophia robinsoni är en skalbaggsart som först beskrevs av Charles Joseph Gahan 1906.  Pterolophia robinsoni ingår i släktet Pterolophia och familjen långhorningar. Inga underarter finns listade i Catalogue of Life.